# Formazioni di Superliga serba di pallavolo maschile 2012-2013
Formazioni delle squadre di pallavolo partecipanti alla stagione 2012-2013 del campionato di Superliga serba.

## Ðerdap Kladovo
| N° | Nome                 | Ruolo | Data di nascita  | Nazionalità sportiva |
| -- | -------------------- | ----- | ---------------- | -------------------- |
| -  | Milan Tošić          | All   | 25 luglio 1981   | Serbia               |
| 1  | Goran Škundrić       | L     | 23 novembre 1987 | Serbia               |
| 2  | Marko Adamović       | S     | 1985             | Serbia               |
| 3  | Aleksandar Ivković   | P     | 28 marzo 1990    | Serbia               |
| 4  | Stefan Basta         | S     | 1990             | Serbia               |
| 6  | Danilo Mirosavljević | C     | 11 aprile 1989   | Serbia               |
| 7  | Petar Krsmanović     | C     | 1990             | Serbia               |
| 8  | Jasmin Dautović      | S     | 1984             | Serbia               |
| 9  | Saša Tomić           | C     | 1982             | Serbia               |
| 10 | Tibor Juhas          | S/O   | 25 maggio 1990   | Serbia               |
| 11 | Borislav Pantić      | P     | 1988             | Serbia               |
| 12 | Dragan Svetozarević  | S/O   | 16 agosto 1972   | Serbia               |
| 13 | Nikola Antić         | S     | 22 maggio 1995   | Serbia               |
| 15 | Miloš Đurđević       | C     | 1986             | Serbia               |
| 18 | Nemanja Opačić       | S     | 16 gennaio 1991  | Serbia               |

## Mladi Radnik
| N° | Nome                | Ruolo | Data di nascita   | Nazionalità sportiva |
| -- | ------------------- | ----- | ----------------- | -------------------- |
| -  | Dragan Bonić        | All   | 29 settembre 1975 | Serbia               |
| 2  | Dušan Stojsavljević | S     | 31 agosto 1981    | Serbia               |
| 3  | Nikola Munćan       | C     | 21 agosto 1987    | Serbia               |
| 4  | Đorđe Šljivančanin  | S     | 6 maggio 1994     | Serbia               |
| 5  | Uglješa Pešut       | C     | 22 novembre 1986  | Serbia               |
| 6  | Ivan Bulić          | P     | 8 dicembre 1984   | Serbia               |
| 8  | Davor Brčić         | S     | 26 novembre 1980  | Serbia               |
| 9  | Ivica Jevtić        | S     | 26 luglio 1983    | Montenegro           |
| 12 | Nikola Peković      | L     | 6 marzo 1990      | Serbia               |
| 13 | Petar Petrović      | S/O   | 6 dicembre 1991   | Serbia               |
| 14 | Tomo Micić          | S/O   | 12 maggio 1990    | Serbia               |
| 17 | Nikola Matijašević  | C     | 15 marzo 1983     | Serbia               |
| 18 | Mladen Matijašević  | P     | 6 giugno 1986     | Serbia               |

## Partizan
| N° | Nome              | Ruolo | Data di nascita  | Nazionalità sportiva |
| -- | ----------------- | ----- | ---------------- | -------------------- |
| -  | Milan Đuričić     | All   | -                | Serbia               |
| 1  | Aleksandar Minić  | C     | 9 novembre 1986  | Montenegro           |
| 2  | Enes Duštinac     | S     | 5 febbraio 1992  | Serbia               |
| 3  | Marko Popović     | S     | 13 gennaio 1994  | Serbia               |
| 4  | Nikola Žugić      | P     | 1997             | Serbia               |
| 5  | Dimitrije Pantić  | S     | 19 marzo 1993    | Serbia               |
| 6  | Aleksa Brđović    | S/O   | 29 luglio 1993   | Serbia               |
| 7  | Petar Palibrk     | C     | 1983             | Serbia               |
| 8  | Ivan Steljić      | S     | 31 gennaio 1981  | Serbia               |
| 9  | Marko Nikolić     | S     | 22 giugno 1990   | Serbia               |
| 11 | Bojan Rajković    | L     | 15 febbraio 1991 | Serbia               |
| 12 | Nemanja Jokanović | P     | 31 dicembre 1993 | Serbia               |
| 13 | Dušan Lopar       | C     | 1991             | Serbia               |
| 14 | Luka Veličković   | S     | 1995             | Serbia               |
| 15 | Petar Nikolić     | C     | 1992             | Serbia               |
| 16 | Nemanja Jevtić    | L     | 27 luglio 1992   | Serbia               |

## Radnički Kragujevac
| N° | Nome                  | Ruolo | Data di nascita   | Nazionalità sportiva |
| -- | --------------------- | ----- | ----------------- | -------------------- |
| -  | Dejan Matić           | All   | -                 | Serbia               |
| 1  | Lazar Ćirović         | S     | 26 febbraio 1992  | Serbia               |
| 2  | Nemanja Stevanović    | S     | 8 giugno 1989     | Serbia               |
| 3  | Igor Jovanović        | P     | 17 maggio 1990    | Serbia               |
| 4  | Nemanja Radović       | C     | 26 dicembre 1990  | Serbia               |
| 5  | Arsenije Protić       | L     | 1990              | Serbia               |
| 6  | Ivan Perović          | S     | 17 settembre 1991 | Serbia               |
| 7  | Dušan Vulović         | S     | 1985              | Serbia               |
| 8  | Radiša Stevanović     | S/O   | 29 marzo 1990     | Serbia               |
| 9  | Milan Ilić            | P     | 3 agosto 1977     | Serbia               |
| 11 | Janko Ivović          | S     | 12 novembre 1990  | Serbia               |
| 12 | Vladimir Čedić        | S/O   | 6 ottobre 1987    | Serbia               |
| 13 | Nikola Goić           | C     | 1994              | Serbia               |
| 14 | Aleksandar Blagojević | C     | 5 agosto 1993     | Serbia               |
| 15 | Srđan Pantelić        | L     | 14 settembre 1988 | Serbia               |
| 17 | Petar Premović        | S/O   | 1994              | Serbia               |
| 18 | Aleksandar Milošević  | S     | 1995              | Serbia               |

## Ribnica
| N° | Nome                | Ruolo | Data di nascita  | Nazionalità sportiva |
| -- | ------------------- | ----- | ---------------- | -------------------- |
| -  | Boško Mačužić       | All   |                  | Serbia               |
| 1  | Mićo Janićijević    | S     | 1993             | Serbia               |
| 2  | Matija Pavlović     | C     | 1994             | Serbia               |
| 4  | Stefan Okošanović   | S/O   | 14 agosto 1994   | Serbia               |
| 5  | Nikola Veljović     | P     | 11 ottobre 1993  | Serbia               |
| 6  | Nebojša Januzović   | S     | 1988             | Serbia               |
| 7  | Lazar Močić         | L     | 1993             | Serbia               |
| 8  | Ivan Janković       | L     | 1983             | Serbia               |
| 9  | Branislav Radović   | S/O   | 1991             | Serbia               |
| 10 | Predrag Bićanin     | P     | 11 marzo 1988    | Serbia               |
| 11 | Luka Marinković     | C     | 1990             | Serbia               |
| 12 | Andrija Vilimanović | P     | 14 novembre 1995 | Serbia               |
| 13 | Marko Lukić         | C     | 1986             | Serbia               |
| 14 | Vlatko Trajčevski   | S     | 22 dicembre 1982 | Macedonia del Nord   |
| 15 | Mirko Radević       | C     | 3 febbraio 1987  | Serbia               |

## Spartak Ljig
| N° | Nome                 | Ruolo | Data di nascita   | Nazionalità sportiva |
| -- | -------------------- | ----- | ----------------- | -------------------- |
| -  | Bogdan Veličković    | All   | -                 | Serbia               |
| 1  | Mario Majcan         | P     | 1985              | Serbia               |
| 2  | Nikola Gajević       | C     | 1996              | Serbia               |
| 3  | Vladimir Todosijević | L     | 1990              | Serbia               |
| 4  | Uroš Gajić           | C     | 1994              | Serbia               |
| 5  | Mihajlo Pajić        | S     | 19 novembre 1989  | Serbia               |
| 6  | Ivan Kostić          | P     | 1988              | Serbia               |
| 7  | Milan Zindović       | S     | 1983              | Serbia               |
| 8  | Petar Turanjanin     | C     | 12 luglio 1986    | Serbia               |
| 9  | Vukašin Smiljanić    | L     | 26 dicembre 1995  | Serbia               |
| 10 | Srđan Milosavljević  | S     | 1993              | Serbia               |
| 11 | Aleksandar Karišik   | C     | 1982              | Serbia               |
| 14 | Marko Radosavljević  | S/O   | 30 settembre 1995 | Serbia               |
| 15 | Bojan Poznić         | S/O   | 11 gennaio 1985   | Serbia               |

## Spartak Subotica
| N° | Nome                | Ruolo | Data di nascita | Nazionalità sportiva |
| -- | ------------------- | ----- | --------------- | -------------------- |
| -  | Goran Ilić          | All   | -               | Serbia               |
| 1  | Miran Kujundžić     | S     | 1997            | Serbia               |
| 2  | Miomir Crnjanski    | S/O   | 1989            | Serbia               |
| 4  | Aleksandar Janačkov | C     | 1990            | Serbia               |
| 5  | Aleksandar Vidakov  | L     | 1991            | Serbia               |
| 6  | Ljubiša Janjić      | C     | 1982            | Serbia               |
| 7  | Ismar Elezović      | P     | 1981            | Serbia               |
| 8  | Luka Čajić          | S     | 1997            | Serbia               |
| 9  | Ivan Konkolj        | S     | 1989            | Serbia               |
| 10 | Dragan Marković     | S     | 1987            | Serbia               |
| 12 | Uroš Kecman         | P     | 1988            | Serbia               |
| 13 | Milan Pualić        | S     | 1995            | Serbia               |
| 14 | Luka Medić          | S/O   | 4 agosto 1993   | Serbia               |
| 15 | Strahinja Kuburović | P     | 1988            | Serbia               |
| 16 | Vladan Aleksić      | C     | 6 marzo 1982    | Serbia               |
| 18 | Milan Stojković     | C     | 1989            | Serbia               |

## Stella Rossa
| N° | Nome                | Ruolo | Data di nascita   | Nazionalità sportiva |
| -- | ------------------- | ----- | ----------------- | -------------------- |
| -  | Duško Nikolić       | All   | 26 aprile 1974    | Serbia               |
| 1  | Aleksandar Okolić   | C     | 26 giugno 1993    | Serbia               |
| 3  | Stefan Petrović     | S/O   | 9 luglio 1994     | Serbia               |
| 4  | Milan Perić         | S     | 4 agosto 1991     | Serbia               |
| 5  | Miloš Grujičić      | C     | 10 gennaio 1994   | Serbia               |
| 6  | Filip Stoilović     | S     | 10 ottobre 1992   | Serbia               |
| 7  | Aleksandr Gmitrović | S     | 23 novembre 1994  | Serbia               |
| 8  | Lazar Koprivica     | S     | 8 novembre 1991   | Serbia               |
| 9  | Vuk Milutinović     | C     | 29 maggio 1991    | Serbia               |
| 10 | Nemanja Jakovljević | S     | 6 novembre 1986   | Serbia               |
| 11 | Mihajlo Mitić       | P     | 17 settembre 1990 | Serbia               |
| 12 | Dušan Petković      | S/O   | 27 gennaio 1992   | Serbia               |
| 14 | Aleksa Brković      | L     | 22 luglio 1995    | Serbia               |
| 16 | Milan Ćelić         | C     | 24 agosto 1987    | Serbia               |
| 17 | Maksim Buculjević   | P     | 20 settembre 1991 | Serbia               |
| 18 | Filip Vujić         | L     | 17 ottobre 1989   | Serbia               |

## Vojvodina
| N° | Nome                   | Ruolo | Data di nascita   | Nazionalità sportiva |
| -- | ---------------------- | ----- | ----------------- | -------------------- |
| -  | Nikola Salatić         | All   | -                 | Serbia               |
| 1  | Nemanja Čubrilo        | C     | 1º marzo 1990     | Serbia               |
| 2  | Lazar Kolarić          | L     | 12 ottobre 1994   | Serbia               |
| 3  | Boris Martinović       | C     | 11 maggio 1992    | Serbia               |
| 4  | Čedomir Stanković      | C     | 11 aprile 1993    | Serbia               |
| 5  | Rajko Strugar          | P     | 11 aprile 1995    | Montenegro           |
| 6  | Branko Roljić          | S     | 28 settembre 1981 | Serbia               |
| 7  | Aleksandar Veselinović | S     | 1990              | Serbia               |
| 8  | Milan Katić            | S     | 22 ottobre 1993   | Serbia               |
| 9  | Miroslav Vrban         | S/O   | 28 gennaio 1991   | Serbia               |
| 11 | Nikola Živanović       | P     | 1992              | Serbia               |
| 12 | Strahinja Brzaković    | S/O   | 1994              | Serbia               |
| 13 | Vladimir Boškočević    | S     | 26 agosto 1983    | Serbia               |
| 14 | Neđeljko Radović       | P     | 4 giugno 1996     | Serbia               |
| 15 | Veljko Petković        | P     | 23 gennaio 1977   | Serbia               |
| 16 | Dražen Luburić         | S/O   | 1993              | Serbia               |
| 17 | Mihajlo Stanković      | S     | 1993              | Serbia               |
| 18 | Milorad Kapur          | L     | 15 marzo 1991     | Serbia               |

## Železničar Belgrado
| N° | Nome                | Ruolo | Data di nascita | Nazionalità sportiva |
| -- | ------------------- | ----- | --------------- | -------------------- |
| -  | Srđan Stefanović    | All   | -               | Serbia               |
| 1  | Nemanja Brajović    | C     | 1992            | Serbia               |
| 2  | Dušan Matić         | C     | 1996            | Serbia               |
| 3  | Nikola Roganović    | S     | 1973            | Serbia               |
| 4  | Filip Samardžić     | S     | 1988            | Serbia               |
| 5  | Vladimir Babić      | P     | 1988            | Serbia               |
| 6  | Ivan Bubulj         | S     | 1990            | Serbia               |
| 7  | Darko Lojaničić     | L     | 1986            | Serbia               |
| 8  | Željko Jezdimirović | S/O   | 1978            | Serbia               |
| 9  | Miloš Božović       | S/O   | 1990            | Serbia               |
| 10 | Bojan Bogić         | C     | 1988            | Serbia               |
| 11 | Blažo Janjušević    | P     | 1989            | Serbia               |
| 13 | Petar Bošković      | P     | 1992            | Serbia               |
| 14 | Raško Jovanović     | L     | 6 febbraio 1992 | Serbia               |
| 16 | Nikola Ćurčić       | C     | 1993            | Serbia               |
| 17 | Nemanja Nićiforović | C     | 1986            | Serbia               |
| 18 | Petar Kolarević     | S     | 1992            | Serbia               |